# Jing de Han
El Marquès Jing (xinès: 韩景侯; pinyin: Hán Jǐnghóu) (? - 400 aC), nom atorgat Qían (虔), va ser el governant de l'Estat de Han entre el 408 aC fins a la seva mort en el 400 aC. El Marquès Jing era el fill de Wuzi de Han. Va ser durant el seu govern que l'Estat de Han va arribar a ser un estat reconegut. En el primer any del seu regnat, va atacar l'estat de Zheng i es va apoderar de Yongqiu en el que és ara Henan, Comtat Qi. El següent any, el seu exèrcit perdé front Zheng a Fushu en l'actual Henan, Dengfeng. En el 403 aC, el Marquès Jing, juntament amb el Marquès Wen de Wei i el Marquès Lie de Zhao va dividir el poderós estat de Jin entre Han, Wei, i Zhao marcant l'inici del període dels Regnes Combatents i Han com una entitat política independent. El Rei Lie de Zhou va ser forçat a elevar el títol del Marquès Jing de vescomte a marquès. El Marquès Jing llavors va traslladar la capital de Pingyang a Yangzhai. En el 400 aC, la capital Yangzhai va ser assetjada per l'exèrcit de Zheng. El Marquès Jing va morir eixe any un poc més tard i va ser succeït pel seu fill el Marquès Lie de Han.